# Chó săn Anh Pháp lớn cam trắng
Chó săn Anh Pháp lớn cam trắng (tiếng Anh: Great Anglo-French White and Orange Hound, tiếng Pháp: Grand Anglo-Français Blanc et Orange) là một giống chó được nuôi để săn bắn như một scenthound. Nó thuộc giống Chó săn Anh Pháp được tạo ra bằng cách lai tạo các giống chó săn Pháp với chó săn cáo Anh Quốc (Anglo)

## Ngoại hình
Chó săn Anh Pháp lớn cam trắng là giống chó săn lớn mạnh mẽ do sự ảnh hưởng của Chó săn cáo Anh Quốc đến bề ngoài. Giống này có đôi chân dài, tai dài, và đuôi dài. Nó cao khoảng 60–70 cm tính đến vai.. Màu lông có màu trắng với màu trắng chanh hoặc màu cam trắng, màu cam không có màu đỏ. Giống chó này được liệt kê là có độ lệch về ngoại hình hoặc cấu trúc có ảnh hưởng đến sức khỏe và khả năng hoạt động của con chó. Một số lỗi được liệt kê là hung hăng hoặc nhút nhát, mũi bướm, màu sắc, lóa mắt quá mức và đuôi cong hoặc lệch sang một bên.

## Lịch sử
Grand-Anglo được lai tạo từ Chó Billy và chó săn cáo Anh Quốc vào cuối những năm 1800. Tất cả giống chó thuộc loại Anglo-French đều được chính thức đặt tên với "Anglo-Français" vào năm 1957. Chúng được sử dụng để săn các con mồi lớn như hươu, heo rừng hoặc các loài động vật nhỏ hơn. như cáo. Mặc dù là những con chó có kích thướ lớn, nhưnh từ "Grand" không đề cập đến kích thước của con chó. "Trong hầu hết trường hợp, nó có nghĩa là săn lùng những con mồi lớn". Chó săn Anh Pháp lớn cam trắng được công nhận ở nơi xuất xứ của nó bởi Société Centrale Canine (French Kennel Club) và quốc tế bởi Liên minh nghiên cứu chó quốc tế (FCI). Giống này được nuôi để săn bắn. Loài này đã được xuất khẩu sang Bắc Mỹ, nơi nó được công nhận bởi Câu lạc bộ đăng ký chó thuần chủng Liên bang (UKC).

## Sức khỏe và tập tính
Không có vấn đề sức khỏe bất thường hoặc ghi nhận sức khỏecho giống chó này. Tính khí của từng con chó có thể khác nhau, nhưng nói chung những con chó được lai tạo là chó săn không làm vật nuôi tốt.

## Website chính thức
- Search DMOZ links for clubs and information about the Grand anglo-